# Vitalis van Milaan
Vitalis van Milaan (in het Italiaans San Vitale) was een vroeg-christelijke martelaar.

## Biografie
Vitalis was een rijke burger uit Milaan, mogelijk een soldaat die vermoedelijk in de eerste eeuw leefde. Hij was getrouwd met de heilige Valeria. Mogelijk waren beiden de ouders van de mogelijk fictieve heiligen Sint Gervasius en Sint Protasius. Toen Vitalis volgens de legende Sint Ursicinus van Ravenna zou hebben aangemoedigd om zijn executie standvastig tegemoet te treden, zou Vitalis als een christen zijn ontdekt. Een rechter genaamd Paulinus gaf het bevel om Vitalis op de pijnbank te leggen en hem daarna levend in een met stenen afgedekte kuil te begraven.
Het jaar van zijn martelaarschap is onzeker – volgens sommige bronnen werd hij een slachtoffer van Nero, volgens anderen van Marcus Aurelius. Hij werd ter dood gebracht in Ravenna, maar andere feiten uit zijn verhalen zijn onzeker. Volgens sommige schrijvers was hij mogelijk een personage uit een fictief verhaal, dat men later heeft verward met waargebeurde geschiedenis.
Volgens de overlevering is de Basiliek van San Vitale in Ravenna op de plek gebouwd waar hij levend begraven werd.

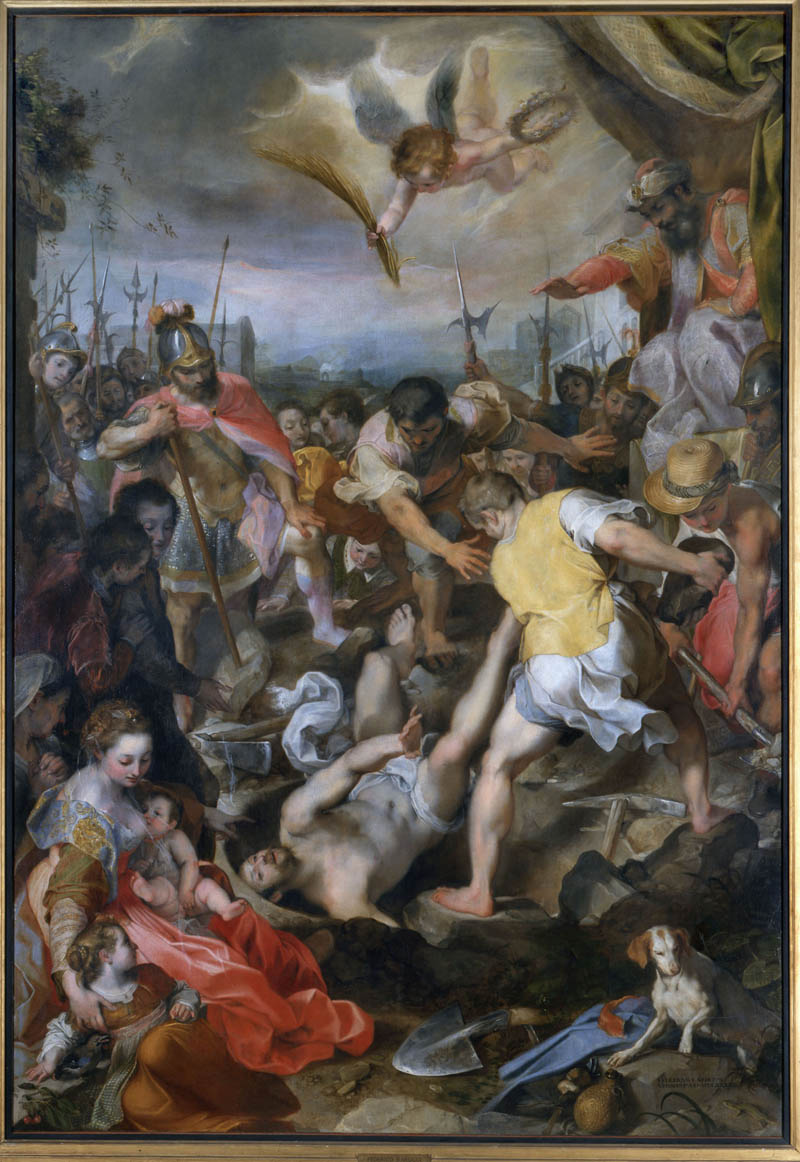
Het martelaarschap van Sint Vitalis, door Federico Barocci.
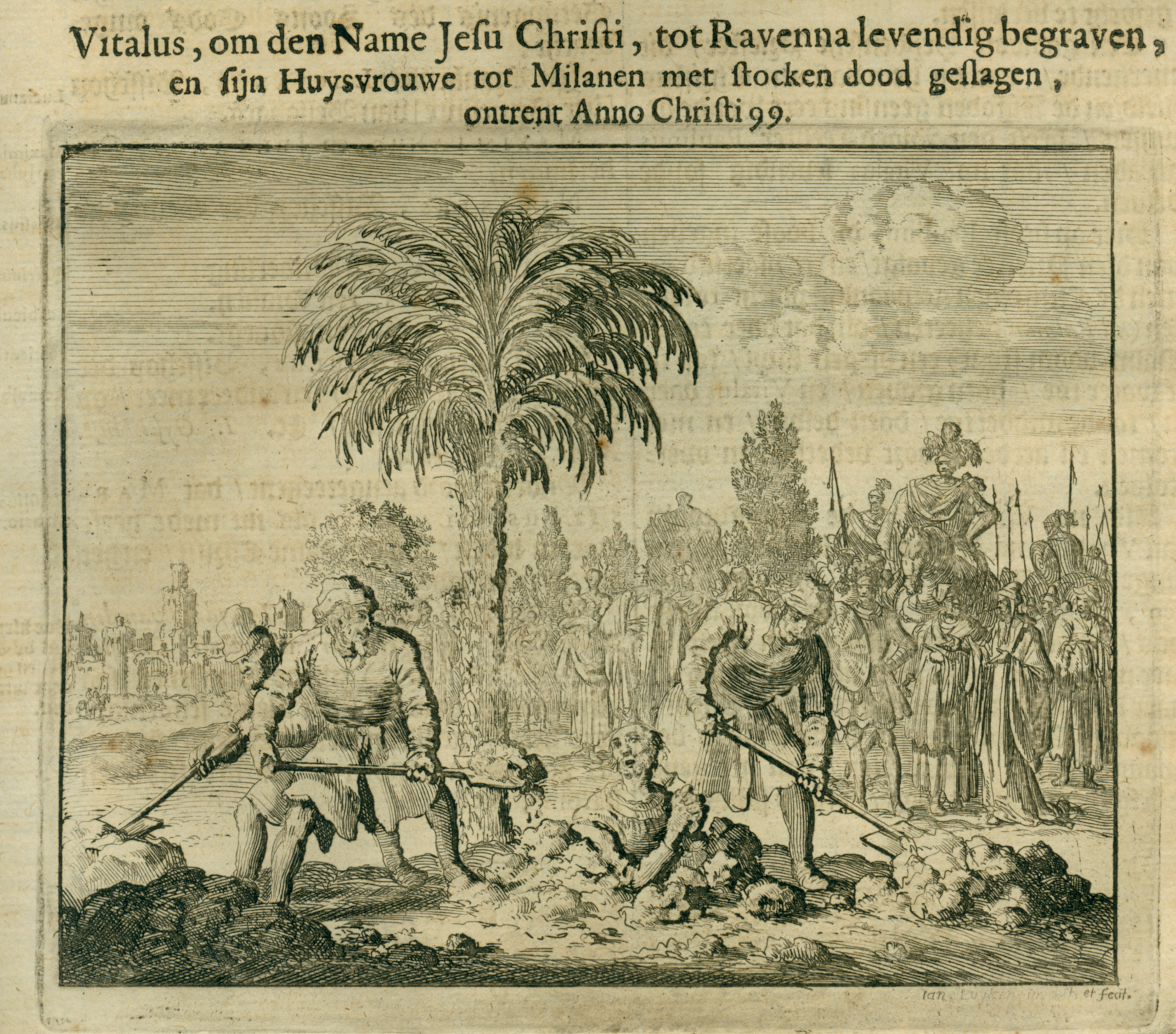
Vitalis wordt levend begraven. Uit de Spiegel van de martelaren